# ガーナ海軍艦艇一覧
ガーナ海軍艦艇一覧は、ガーナ共和国海軍が過去保有した、または現在保有する、または将来保有する予定の、未完成・計画中止を含めた歴代艦艇一覧である。
凡例

## 現有勢力（2024年現在）
- 国防予算：2億6,200万ドル[1]
- 海軍人員：2,000名[1]
- 艦船隻数：14隻（排水量20t以上）[1]

哨戒艦×2
高速艇×3
哨戒艇×9

## 艦艇一覧（近代海軍）

### 水上戦闘艦

#### コルベット
- クロマンツェ級 - 2隻

クロマンツェ（Kromantse）、ケター（Keta）

### 哨戒艦艇

#### 哨戒・警備艦艇
哨戒艦
- Balsam級[2] - 2隻

（Anzone）、（Bonsu）
哨戒艇
- （David Hansen） - 1隻

- 旧・独『アルバトロス』級 - 0隻（2隻取得中）

※ 取得中：
（Naa Gbewaa）、（Yaa Asantewa）
砲艇
- Lürssen FPB 45型 - 2隻

（Dzata）、（Sebo）
- アチモタ級（Lürssen PB 57型） - 2隻[7]

（P28 アチモタ Achimota）、（P29 ヨガガ Yogaga）
警備艇
- 『Defender』型 - 7隻

（Dzang）、（Joy Amedume）、（Ohene-Kwapong）、（Owusu-Ansah）、（Obimpeh）、（Philemon Quaye）、（Tom Annan）